# 安谷屋なぎさ
安谷屋 なぎさ（あだにや なぎさ、1990年10月11日 - ）は、日本の元女優、元ファッションモデル。東京都出身。血液型はA型、身長145cm （2004年当時）。バーディ企画に所属していた。

## 主な出演作品

### テレビドラマ
- 愛しき者へ（2003年、東海テレビ・フジテレビ系） - 松園美怜 役
- 牡丹と薔薇（2004年、東海テレビ・フジテレビ系） - 野島香世（少女） 役

### テレビアニメ
- マシュマロ通信（2004年、テレビ大阪・テレビ東京系） - コニー 役

### 映画
- ウルトラマンコスモス THE FIRST CONTACT（2001年、松竹、飯島敏宏監督） - ミカ 役
- ガラスのうさぎ（2005年、マジックバス、四分一節子監督） - 真理 役

### 吹き替え
- ドーン・オブ・ザ・デッド(2004年) -ヴィヴィアン(ハンナ・ロックナー) 役

### 雑誌
- ピチレモン

### 舞台
- ミュージカル　『美少女戦士セーラームーン』（2001年 - 2002年） - アロン 役

## 出版

### 写真集
- Puppy Love ― 安谷屋なぎさファースト写真集

### DVD
- なぎさとデート